# IC 4214
IC 4214 је спирална галаксија у сазвјежђу Кентаур која се налази на листи објеката дубоког неба у Индекс каталогу.
Деклинација објекта је - 32° 6' 5" а ректасцензија 13h 17m 42,7s. Привидна величина (магнитуда) објекта IC 4214 износи 11,3 а фотографска магнитуда 12,1. Налази се на удаљености од 27,3 милиона парсека од Сунца. IC 4214 је још познат и под ознакама ESO 444-5, MCG -5-31-43, IRAS 13149-3150, PGC 46304.